# Christiane Knacke
Christiane Knacke (República Democrática Alemana, 17 de abril de 1962) es una nadadora alemana retirada especializada en pruebas de estilo, donde consiguió ser medallista de bronce olímpica en 1980 en los 100 metros.

## Carrera deportiva
En los Juegos Olímpicos de Moscú 1980 ganó la medalla de bronce en los 100 metros estilo mariposa, con un tiempo de 1:01.44 segundos, tras sus compatriotas Caren Metschuck  y Andrea Pollack.
Y en el campeonato europeo de Jönköping 1977 ganó la plata en la misma prueba de 100 metros mariposa.